# Antonio Venier

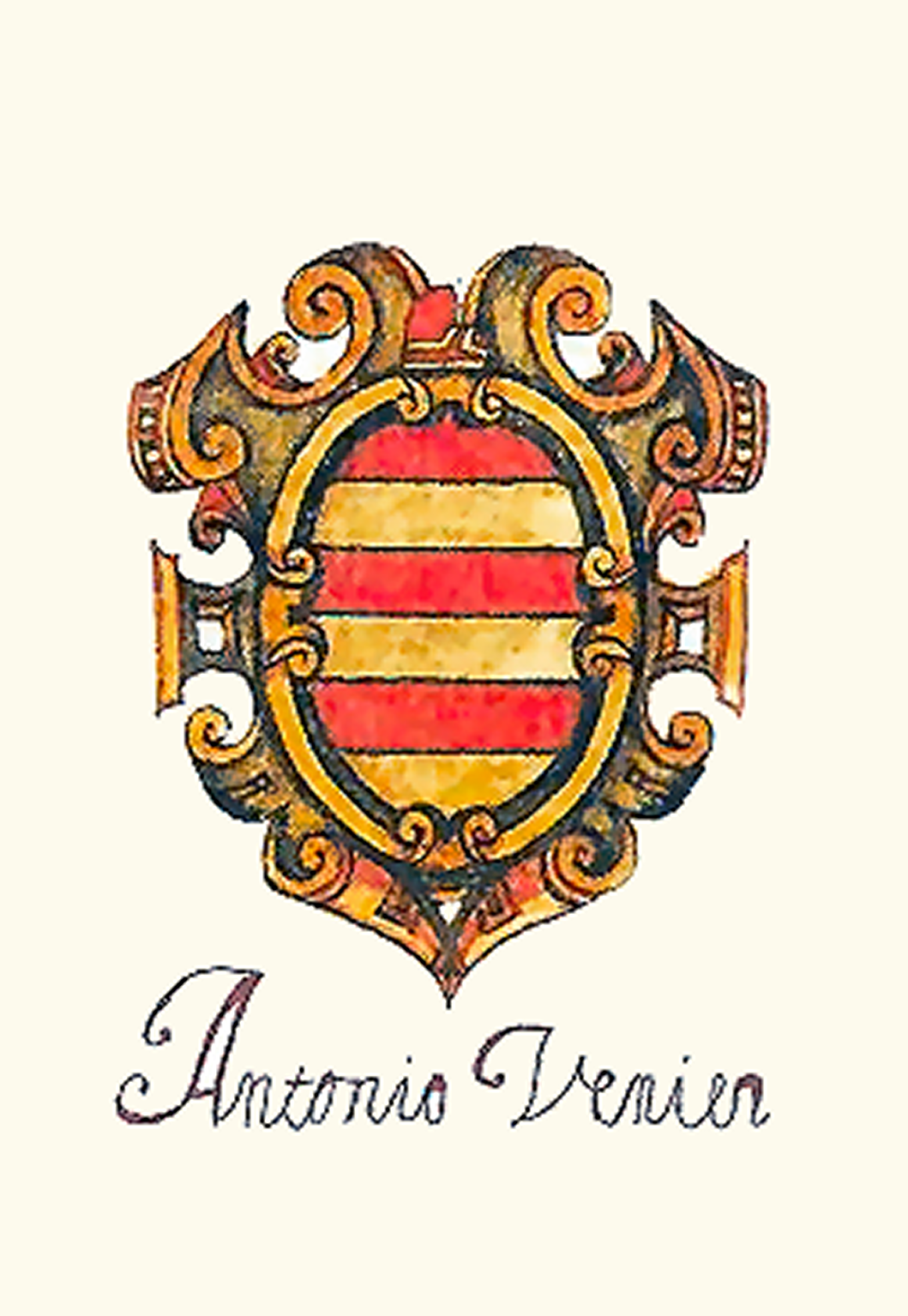
Vapensköld.

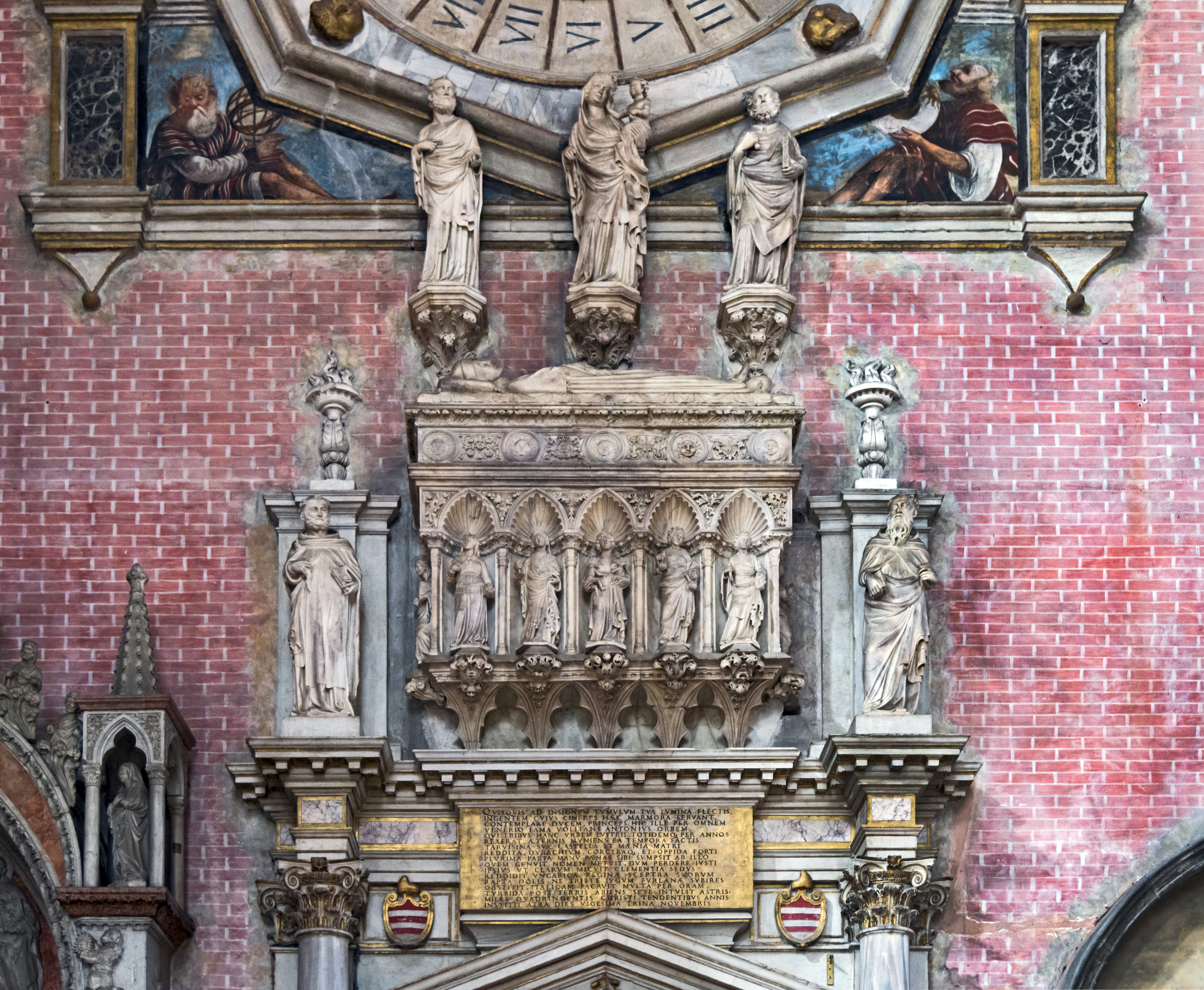
Gravmonument.

Antonio Venier, född cirka 1330, död 23 november 1400, var doge i Venedig från 1382 till sin död. Han är begravd i basilikan Santi Giovanni e Paolo, vilken utgjorde den normala begravningsplatsen för Venedigs doger. Hans fru hette Agnese.